# Nicolae Pleșoianu
Nicolae Pleșoianu (n. 1805, Craiova, Țara Românească – d. 1859, Hyères, Franța) a fost comandantul companiei a 5-a de la Islaz și Turnu în anul 1848 al Revoluției Române din Țara Românească. Provenind dintr-o familie veche de boieri s-a îndreptat spre o carieră militară pe care a început-o la Craiova ca sublocotenent (praporgic) în armata reînființată în anul 1831. În perioada 1831 - 1836 a fost comandant de graniță la Pasul Vâlcan din Gorj, după care a îndeplinit funcția de adjutant al colonelului Ion Solomon. A fost numit comandant al Regimentului I de la Craiova în anul 1841. A fost membru al societății secrete Frăția.
În data de 9 iunie 1848 era membru al Guvernului provizoriu de la Islaz. A însoțit revoluționarii de la Islaz la Craiova și a condus comisia de anchetă ce a judecat pe coloneii Ion Solomon și Ion Odobescu, cei care au încercat de două ori să dea lovituri de stat contrarevoluționare.
În luna septembrie 1848 a participat la Craiova la arderea Regulamentului organic. Împreună cu generalul Gheorghe Magheru a pregătit armata la tabăra din Râureni, Vâlcea. S-a refugiat în data de 29 septembrie 1848 în Transilvania.
A făcut călătorii la Veneția, Berlin, Leipzig, Rotterdam, Londra, Amsterdam, Iffa, Cairo, Sidon, Ierusalim, Beirut și Constantinopol, unde a luat legătura cu personalități politice în fața cărora a susținut cauza poporului român. A revenit pentru o scurtă perioadă în Țara Românească și în anul 1855 s-a reîntors în exil.

## In memoriam
- Un liceu din Râmnicu Vâlcea îi poartă numele.[2]
- O stradă din Turnu Măgurele poartă numele de Căpitan Nicolae Pleșoianu,[3]. În Alba Iulia o stradă poartă numele de Nicolae Pleșoianu[4]